# Panorama Kultur
Panorama Kultur – polski serwis internetowy poświęcony kulturze Europy Środkowo-Wschodniej.
W zakresie zainteresowań serwisu znajduje się kultura narodów, mniejszości etnicznych oraz kultur ponadnarodowych, takich jak m.in. Żydzi, Łemkowie, Romowie. Istnieje od 2003 roku, działa na zasadach niekomercyjnych. Jego działalność jest oparta głównie na wolontariacie. Wśród twórców serwisu znajdują się pracownicy naukowi, dziennikarze, tłumacze, studenci i pasjonaci regionu.
Założycielem Panoramy Kultur jest Emil Majuk, animator kultury z Lublina. Od końca 2008do końca 2010 roku redaktorem naczelnym serwisu był Sławomir Wójcik. Od 2011 roku redaktor naczelną portalu jest Iwona Boruszkowska.

## Historia
Przygotowania do uruchomienia serwisu rozpoczęły się jesienią 2002 roku. Początkowo serwis był tworzony przez nieformalną grupę osób wywodzących się głównie ze Studium Europy Wschodniej oraz z Instytutu Filologii Słowiańskiej (obecnie Instytut Slawistyki Zachodniej i Południowej) Uniwersytetu Warszawskiego.
Od września 2003 roku jego oficjalnym wydawcą jest Stowarzyszenie Panorama Kultur z siedzibą w Wojsławicach. Stowarzyszenie powstało by wspierać działalność magazynu internetowego Panorama Kultur oraz działania jakie wiążą się z inicjatywami twórców serwisu. W 2006 roku stowarzyszenie otrzymało wyróżnienie w konkursie Opowiedz... organizowanym przez Polsko-Amerykańską Fundację Wolności za fotoreportaż z realizacji projektu Zbierając skrawki pamięci – wielokulturowa przeszłość ziemi wojsławickiej

## Inne projekty
Poza prowadzeniem serwisu Stowarzyszenie realizuje także inne projekty takie jak:
- Wesołe Spotkania z Tradycją – Dni Jakuba Wędrowycza (w latach 2006-2008)[3];
- Ukraina archaiczna i współczesna. Pieśni i ludzie (2008/2009)[4];
- Dom Szewca Fawki – warsztaty (2008)[5];
- Wielokulturowy Lublin – warsztaty w ramach spotkań Akademii Obywatelskiej (działającej przy Ośrodku „Brama Grodzka – Teatr NN”) oraz spotkania otwarte (2006–2007);
- publikacje książkowe:
  - Skrawki pamięci. Wielokulturowa przeszłość ziemi wojsławickiej (2006);
  - Kastusiowy pamiętnik. Historie białoruskich studentów programu im. Konstantego Kalinowskiego (2008, we współpracy ze Studium Europy Wschodniej).